# Józef Gajewski
Józef Gajewski (* 21. November 1948 in Olecko, Polen; † 25. Juli 2010 in Castiglion Fiorentino, Italien) war Stadtpräsident (Bürgermeister) von Suwałki.
Gajewski studierte an der Hochschule Białystok (Politechnika Białostocka). Später studierte er an der Handelshochschule Warschau (SGH).
1981 wurde Józef Gajewski, der damals der kommunistischen Polska Zjednoczona Partia Robotnicza angehörte, erstmals Bürgermeister von Suwałki. Im Jahr 2002 wurde er als Mitglied der Sojusz Lewicy Demokratycznej – Unia Pracy erneut zum Bürgermeister gewählt. Dabei musste er sich einer Stichwahl gegen Jarosław Zieliński stellen. 2006 bewarb er sich, jetzt als unabhängiger Kandidat, erneut erfolgreich um das Bürgermeisteramt und blieb bis zu seinem Tod Präsident Suwałkis.
Józef Gajewski starb bei einem Urlaub in Italien, wahrscheinlich an einem Herzinfarkt.